# 變異假花介
變異假花介（学名：Pseudocythere heteromorphia）为深海花介科假花介屬下的一个种。